# Aron Mehzion
Aron Mehzion (* 1970 in Asmara, Äthiopien, heute Eritrea) ist ein deutsch-eritreischer bildender Künstler und Gastwirt. Er lebt und arbeitet in Düsseldorf.

## Leben
Mehzion verließ sein Geburtsland nach dem Tod seines Vaters im Alter von fünf Jahren. Zusammen mit seiner Mutter, einer gelernten Schnitttechnikerin, und seinen drei Geschwistern floh er über den Sudan sowie Ägypten und Italien nach Deutschland. Nachdem er in Düsseldorf die Schulausbildung durch Abitur am Geschwister-Scholl-Gymnasium abgeschlossen hatte, studierte er von 1993 bis 2000 an der Kunstakademie Düsseldorf. Dort waren Michael Buthe, Jannis Kounellis und Gerhard Merz seine Lehrer.
Da er von künstlerischer Arbeit allein nicht leben konnte, eröffnete er 2002 im „Barockschlösschen“ am Ehrenhof in Düsseldorf (Haus Ehrenhof 3) zur Ausstellung „hellgruen“ seine erste Bar, die er Baron nannte und als „Lebensraum der Künstler“ verstand. Als die Räume des Lokals an den Konzern E.ON vermietet wurden, boten ihm Ulrike Groos, die damalige Direktorin der Kunsthalle Düsseldorf, und Rita Kersting, die damalige Direktorin des Kunstvereins für die Rheinlande und Westfalen, als Alternative einen Raum in der Kunsthalle Düsseldorf an. Dort gründete er 2004 zusammen mit den Akademieschülern Stefano Brivio und Detlef Weinrich den Salon des Amateurs, eine Lounge, zu deren Einrichtung der Künstlerfreund Andreas Gursky schwarze Sessel stiftete. Die Bar entwickelte sich – auch durch das 2005 zusammen mit Volker Bertelmann initiierte Approximation Festival – zu einem überörtlich bekannten Nachtclub für Liveacts Elektronischer und Neuer Improvisationsmusik.
Als bildender Künstler beschäftigt sich Mehzion „mit physikalischen und mathematischen Fragen der Spiegelsymmetrie unter Berücksichtigung von Überlegungen zu vierdimensionalen Räumen“. Insbesondere interessiert ihn die zeitliche Dimension von Gegenständen, denen er etwa mit Abdrücken und Abformungen auf Tischinstallationen nachgeht.

## Ausstellungen (Auswahl)
- 2010: Aron Mehzion, Showroom Tina Miyake, Düsseldorf
- 2016: Schaf und Ruder/Wool and Water, Gemeinschaftsausstellung in der Kunsthalle Düsseldorf mit Werken von Lili Dujourie, Isa Genzken, Astrid Klein, Mischa Kuball, Reinhard Mucha, Gerhard Richter, Elaine Sturtevant und Rosemarie Trockel[6]
- 2016: Inverresion, Galerie Marzona, Berlin[7]
- 2018: parallélisme élémentaire, Galerie Marzona, Berlin[8]
- 2018: Four Rooms with a View, Galerija Vartai, Vilnius, Litauen